# Oliva de Kalamata
Les olives de Kalamata són unes olives grosses, negres o marrons amb una textura suau i carnosa que porta el nom de la ciutat de Calamata, o Kalamata, al sud del Peloponès, Grècia. Sovint s'utilitzen com a olives de taula, generalment es conserven en vinagre o oli d'oliva. Les olives de Kalamata a la Unió Europea estan protegides amb l'Estatus Geogràfic Protegit. Les olives de la mateixa varietat cultivades en un altre lloc es comercialitzen com a olives de Kalamon.

## Descripció
Les olives de Kalamata es cultiven a Calamata, a Messènia i també a la propera Lacònia, totes dues ubicades a la península del Peloponès. Són olives morades en forma d'ametlla, rostides i moradesd'un arbre diferenciat de l'olivera comuna per la mida de les seves fulles, que creixen fins al doble de la mida d'altres varietats d'olivera. Aquests arbres són intolerants al fred i susceptibles al fong Verticillium però resistent a Pseudomonas savastanoi i a la mosca de l'olivera.
Les olives de Kalamata, que no es poden obtenir verdes, han de ser collides manualment per tal d'evitar lesions.

## Preparació
Hi ha dos mètodes per preparar olives de Kalamata, conegudes com a mètodes llargs i curts. El mètode curt deprimeix l'oliva mitjançant l'envasat en aigua o una salmorra feble durant aproximadament una setmana. Un cop acabats, es posen en salmorra i vinagre amb una capa d'oli d'oliva i rodanxes de llimona a la part superior. Les olives solen ser tallades per disminuir el temps de processament. El mètode llarg consisteix a tallar les olives i col·locar-les en aigua salada, un procés que pot durar fins a tres mesos. Els nivells de polifenol romanen a les olives després del procés, donant un sabor lleugerament amarg.

## Galeria

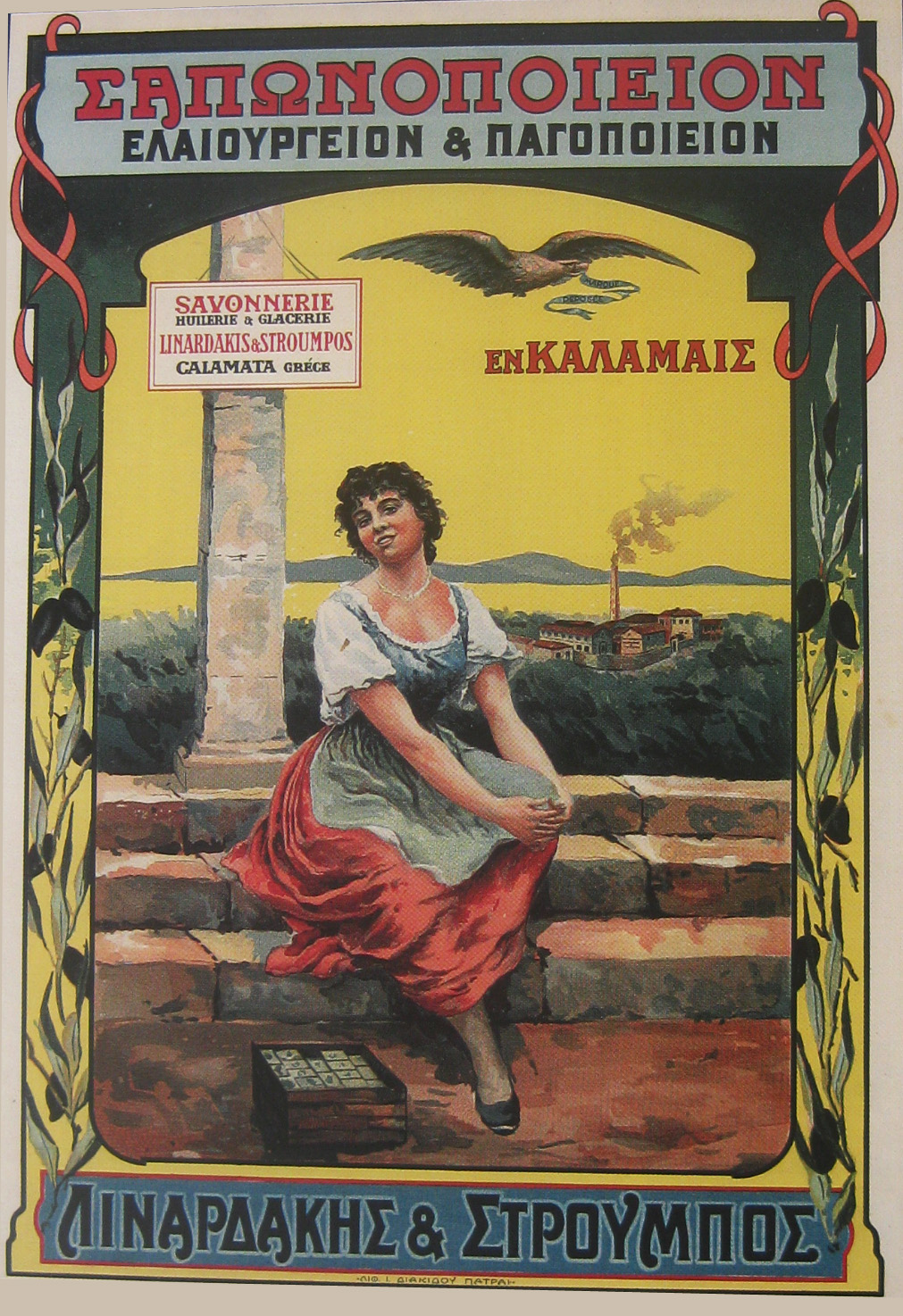
Un anunci